# Dendronephthya eburnea
Dendronephthya eburnea är en korallart som beskrevs av Kükenthal 1905. Dendronephthya eburnea ingår i släktet Dendronephthya och familjen Nephtheidae. Inga underarter finns listade i Catalogue of Life.